# Bottendorf (Obernholz)
Bottendorf ist ein Ortsteil der Gemeinde Obernholz, im Norden des Landkreises Gifhorn in Niedersachsen.

## Geographie

### Geographische Lage
Bottendorf liegt im Osten der Südheide, zwischen dem Naturpark Südheide und dem Naturpark Wendland.Elbe. Die Ortschaft befindet sich etwa 30 km südlich der Stadt Uelzen, gehört aber zum Landkreis Gifhorn. Nächstgelegene Mittelzentren sind Gifhorn, Celle und Uelzen.

### Geologie
Südöstlich von Bottendorf verläuft der 5,8 Kilometer lange Bottendorfer Bach, der in Wettendorf entspringt und nordöstlich von Wierstorf in den Gosebach mündet. Höchste Erhebung ist der westlich von Bottendorf gelegene 117 Meter hohe Wohldberg.

## Geschichte
In der Franzosenzeit gehörte Bottendorf zum Distrikt Uelzen im Departement der Aller des Königreichs Westphalen. 1885 wurde der Kreis Isenhagen gegründet, dem Bottendorf angehörte. Zuvor gehörte Bottendorf zum Amt Isenhagen.
Am 1. Dezember 1910 hatte Bottendorf 75 Einwohner. Im Ersten Weltkrieg verstarben 1916 drei Soldaten aus Bottendorf.
1932 wurde der Kreis Isenhagen aufgelöst, seitdem gehört Bottendorf zum Landkreis Gifhorn. Im Zweiten Weltkrieg fielen von 1941 bis 1944 vier Männer aus Bottendorf in Russland, zwei weitere Männer wurden 1944 und 1945 vermisst.
Am 1. März 1974 wurde Bottendorf in die neugegründete Gemeinde Obernholz eingegliedert.
2008 hatte Bottendorf 60 Einwohner.

## Religion
Bottendorf ist seit der Reformation protestantisch geprägt, verfügt jedoch über keine Kirche.
Evangelisch-lutherische Einwohner gehören zur Kirchengemeinde Hankensbüttel mit der St.-Pankratius-Kirche in Hankensbüttel, Katholiken gehören zur Pfarrei Wittingen mit der St.-Marien-Kirche in Wittingen.

## Kultur und Sehenswürdigkeiten

### Bauwerke

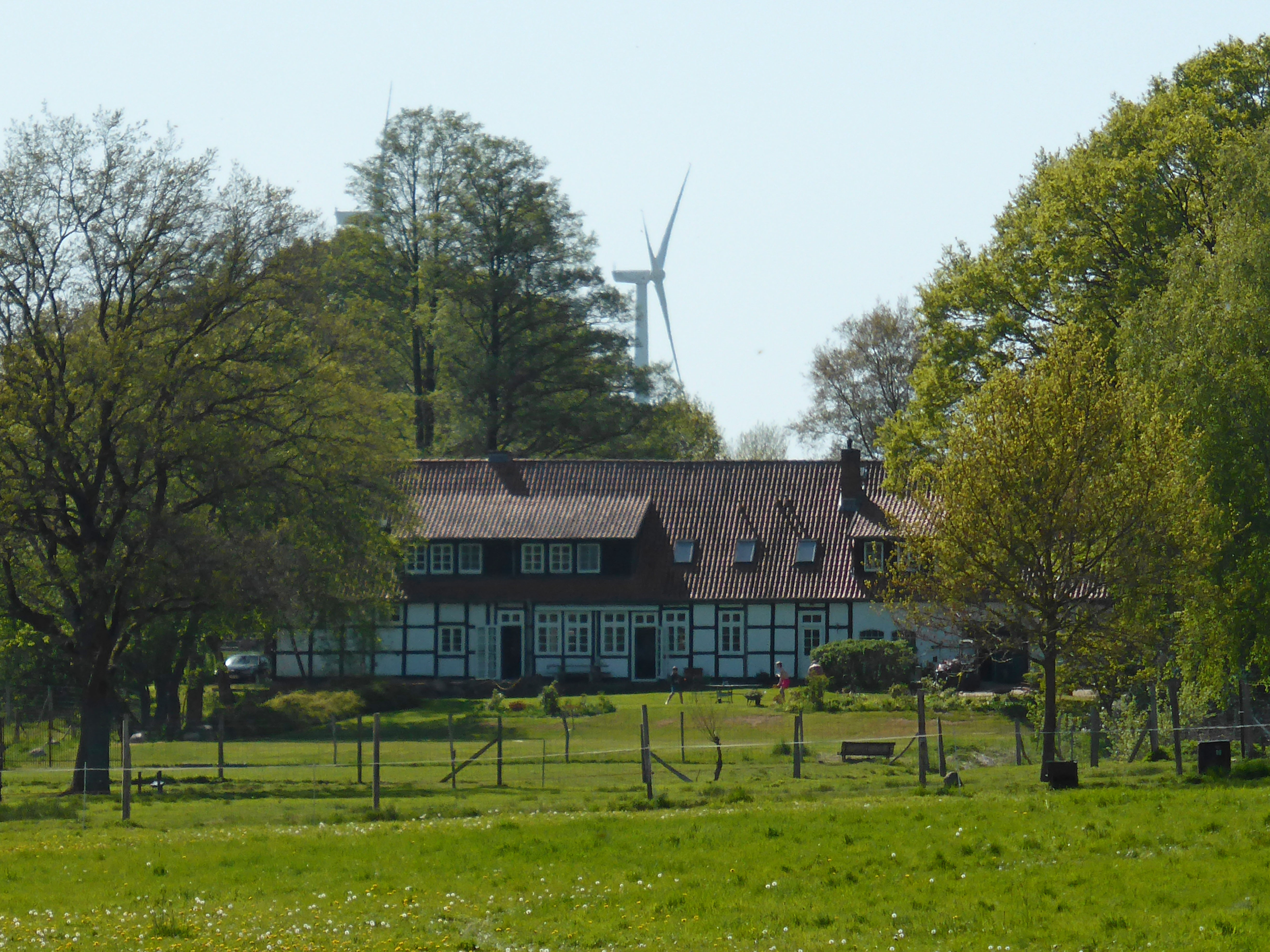
Bottendorfer Wassermühle

Die Bottendorfer Wassermühle liegt am Bottendorfer Bach und ist im Denkmalatlas Niedersachsen als Baudenkmal verzeichnet. Die Bottendorfer Wassermühle wird bereits 1354 in den Urkunden des Klosters Isenhagen erwähnt. 1843 wurde das alte Mühlengebäude durch das heutige ersetzt, 1957 wurde die Wassermühle stillgelegt. Das eingeschossige Fachwerkgebäude befindet sich unter einem Halbwalmdach mit Schleppgaube, das mit Ziegelpfannen gedeckt ist. Die technischen Anlagen der Mühle sind nicht mehr erhalten.
Das Kriegerdenkmal erinnert an die neun Gefallenen und Vermissten der beiden Weltkriege aus Bottendorf.
Westlich von Bottendorf befinden sich acht Windkraftanlagen.

## Wirtschaft und Infrastruktur

### Unternehmen
Bottendorf ist landwirtschaftlich geprägt. In Bottendorf stehen ein Postbriefkasten und ein Zigarettenautomat zur Verfügung.
Die Gaststätte Zur Deutschen Eiche wurde geschlossen. Einkaufsmöglichkeiten des täglichen Bedarfs und Gastronomie sind in Bottendorf nicht vorhanden.

### Öffentliche Einrichtungen
Ein Friedhof ist in Bottendorf nicht vorhanden, die Verstorbenen aus Bottendorf werden auf dem Friedhof im benachbarten Schweimke bestattet.

### Verkehr
Durch Bottendorf verläuft die Kreisstraße 13, die in der Ortslage von Bottendorf die Bezeichnung Eichendamm trägt. Die Kreisstraße 13 beginnt in Schweimke und führt über Bottendorf und Wettendorf bis nach Steimke, wo sie an der Kreisstraße 12 endet.
Linienbusse fahren von Bottendorf bis nach Hankensbüttel.